# Conchapelopia nepalicola
Conchapelopia nepalicola är en tvåvingeart som beskrevs av Murray 1976. Conchapelopia nepalicola ingår i släktet Conchapelopia och familjen fjädermyggor.
Artens utbredningsområde är Nepal. Inga underarter finns listade i Catalogue of Life.